# Grotwoning Tante Ceel

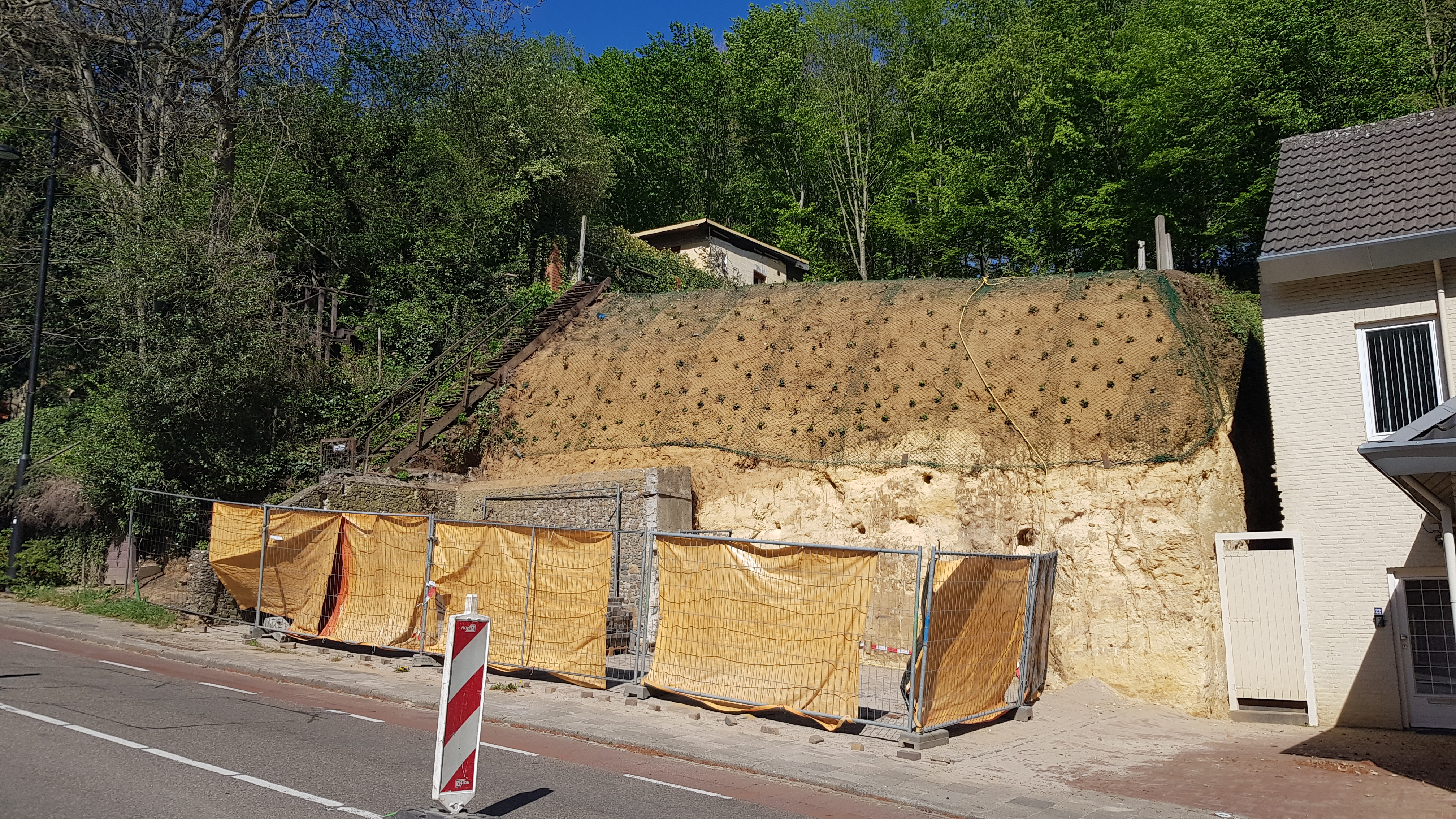
De locatie van de Grotwoning Tante Ceel anno 2020

De Grotwoning Tante Ceel is een groevewoning in de Nederlandse gemeente Valkenburg aan de Geul in Zuid-Limburg. De ondergrondse woning ligt in Valkenburg aan de straat Cauberg op de noordelijke rand van het Plateau van Margraten in de overgang naar het Geuldal. Op de helling achter de groevewoning ligt het Polferbos.
Tegenover de voormalige grotwoning ligt de Begraafplaats Cauberg. Lager op de helling bevindt zich de Lourdesgrot en de ingangen van de Heilig Hartgroeve en de Gemeentegrot.

## Geschiedenis
In de 19e en/of 20e eeuw werd de groeve door blokbrekers ontgonnen voor de winning van kalksteen.
Rond 1920 kon de familie Timmermans de huur voor hun woning (een krot) in de Geitegats niet meer betalen en werden daarom uit hun huis gezet. Ze kregen toen onderdak aangeboden in een groeve op de Cauberg waar ze meerdere jaren woonden. De groevewoning was destijds niet de enige op de Cauberg, aan beide kanten naast de groevewoning bevonden zich nog andere voor bewoning gebruikte grotjes. De grotwoningen waren voorzien van deuren en ramen.

## Groeve
De groeve heeft een ganglengte van ongeveer twaalf meter en een oppervlakte van ongeveer 55 vierkante meter.

## Geologie
De vlakbij gelegen Lourdesgrot is uitgehouwen in de Kalksteen van Meerssen uit de Formatie van Maastricht. De groevewoning is waarschijnlijk in dezelfde kalksteen uitgehouwen.